# Kristof Michiels
Kristof Michiels (11 juli 1983) is een Belgisch basketbalcoach.

## Carrière
Michiels speelde in zijn jeugd voetbal en ging pas op zijn zestiende voor het eerst basketballen. Hij speelde nooit hoger dan eerste provinciale en ging al snel aan de slag als coach. Zo was hij coach bij de Notre Dame Blue Tigers Leuven, Houthalen (vrouwen),  de tweede ploegen van Leuven Bears en BC Aarschot.
In 2012 werd hij assistent-coach onder Jurgen Van Meerbeeck bij de Leuven Bears. Hij werd door Brian Lynch weggehaald uit Leuven en werd assistent-coach bij Limburg in 2014. Hij bleef assistent-coach bij de club tot aan het vertrek van Lynch naar Spirou Charleroi. Hij volgde de hoofdcoach mee en werd opnieuw zijn assistent bij Charleroi, na het ontslag van Lynch in Charleroi keerden hij later terug naar Limburg. Na het ontslag van Lynch in Limburg bleef Michiels ook assistent-coach onder diens opvolger Sacha Massot. In 2020 ging hij daarnaast aan de slag als hoofdcoach van Hasselt BT met als assistent Christophe Alberghs.  
In 2021 verliet hij de club om hoofdcoach te worden van Kangoeroes Mechelen. Hij won in 2022 voor het eerst Coach van het jaar. In 2022 verlengde hij zijn contract tot en met 2024. In juni 2023 werd hij assistent-coach van de nationale ploeg samen met Raymond Westphalen onder Dario Gjergja. Eind januari 2024 werd zijn contract ontbonden door Kangoeroes Mechelen en opgevolgd door Tony Van den Bosch. Hij werd voor de start van het seizoen 2024/25 voorgesteld als coach van de Leuven Bears.

## Erelijst
- Coach van het jaar: 2022